# Rizhao Orient
Il Rizhao Orient è un traghetto appartenente alla compagnia di navigazione cinese Rizhao Port Shipping Company Ltd.

## Servizio
Varato il 6 giugno 2007 nei Nuovi Cantieri Apuania di Marina di Carrara con il nome di Audacia e consegnato il 1º ottobre successivo alla Grimaldi Lines, viene subito noleggiato alla GNV ed il 5 ottobre prende servizio nei collegamenti tra Genov e Barcellona.
Nell'ottobre del 2008 viene noleggiato alla spagnola Trasmediterránea e prende servizio nei collegamenti tra Valencia e le Baleari.

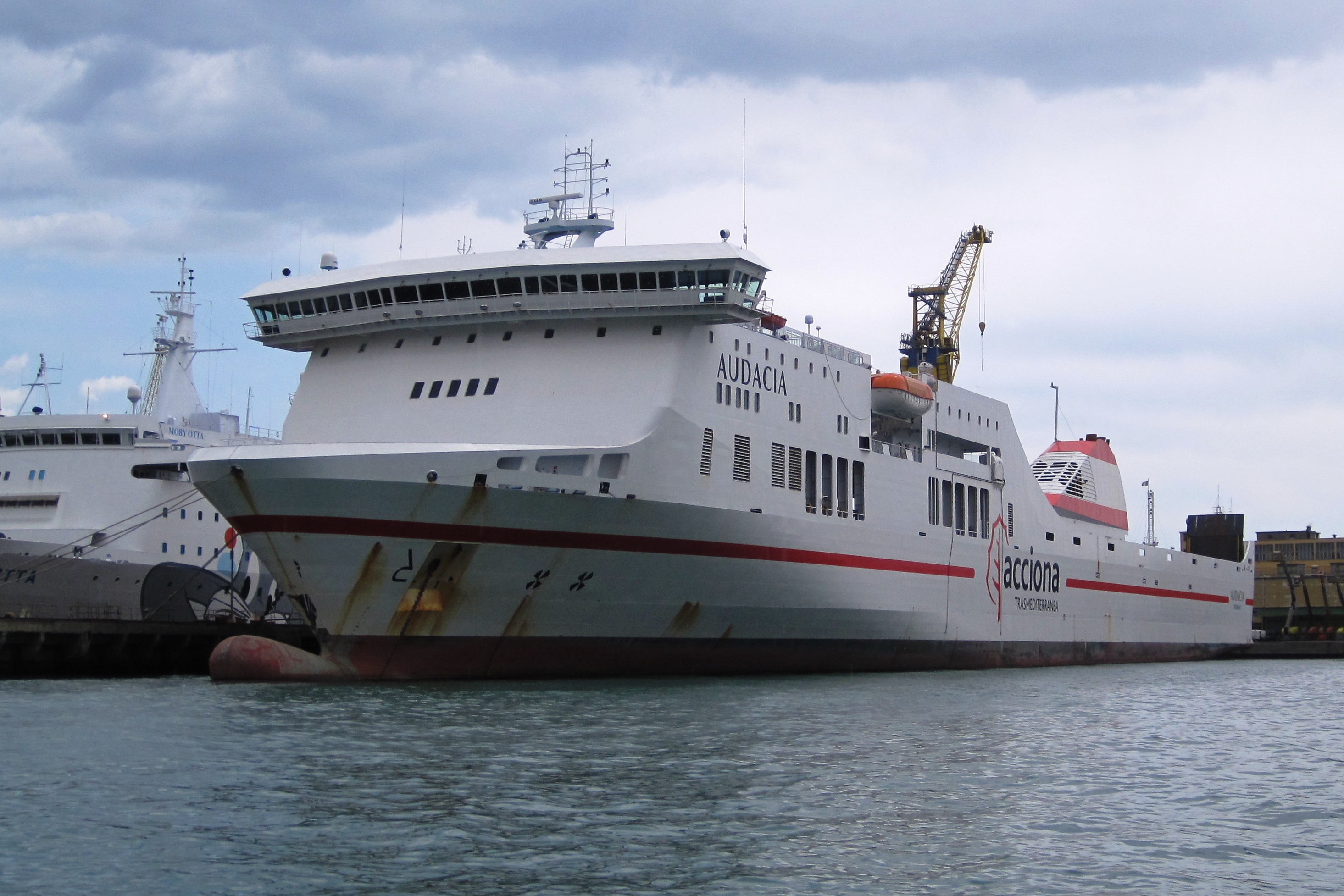
L'Audacia in cantiere a Genova nel 2010.

Il 4 marzo 2010 viene disarmato a Valencia in seguito ad un grave guasto ai motori.
Sostituito sulla propria rotta dal gemello Coraggio, viene trasferito il 12 marzo in cantiere a Genova, dove viene riparato.
Il 24 maggio torna regolarmente in servizio.
Nell'ottobre del 2010 termina il noleggio a Trasmediterránea e viene disarmato a Genova.
Nel maggio del 2011 viene di nuovo noleggiato alla Trasmediterránea e dal 3 giugno al 6 luglio opera nei collegamenti tra Valencia e Palma di Maiorca. Terminato il noleggio fa ritorno a Genova, dove viene disarmato.
Nell'agosto del 2011 viene noleggiato al Ministero dell'interno ed impiegato nel trasferimento dei migranti da Lampedusa a Taranto, Augusta, Cagliari e Genova nell'ambito dell'emergenza sbarchi.
Terminato il noleggio, il 26 agosto viene disarmato ad Augusta.
Da febbraio a settembre 2012 viene noleggiato alla U.N. Ro-Ro ed impiegato nei collegamenti merci tra Pendik e Costanza. Terminato il noleggio, viene trasferito a Trieste.
Il 12 novembre 2012 torna in servizio per Grimaldi nei collegamenti tra Augusta e Salerno.
Nel novembre del 2013 viene noleggiato alla Anek Lines e, trasferito sotto le insegne della compagnia greca, il 16 novembre prende servizio nei collegamenti tra Patrasso, Igoumenitsa e Venezia in sostituzione del Coraggio.
Nel dicembre del 2014 viene venduto alla cinese Rizhao Port Shipping Company Ltd e, ribattezzato Rizhao Orient, prende servizio nei collegamenti tra Rizhao e Pyeongtaek, dove opera tutt'oggi.

## Navi gemelle
- Forza
- Athena Seaways
- Tenacia
- Superfast I
- Superfast II
- Victoria Seaways
- Regina Seaways